# 贊斯卡河

印度河水系圖

33°46′19″N 76°50′43″E / 33.7719174°N 76.8453493°E
贊斯卡河（英語：Zanskar River），是印度河的一條支流。其主要源流有二：一為多達河，發源於4,400米（14,400英尺）的彭西山口 附近，向東南沿著贊斯卡谷地流至贊斯卡的首府帕杜姆。另一源流由兩個主要支流匯集而成，其中一條為卡賈格河，發源於5,091米（16,703英尺）的遜果山口附近；另一條為查拉普河，發源於巴拉拉恰山口。兩者在普尼村之下匯流後，形成隆納克河（又稱林提河、查拉普河）。隆納克河沿著一段狹窄的峽谷向西北流向贊斯卡中央谷地，在那裡與多達河匯集，始稱贊斯卡河。該河隨後向東北流，經過著名的贊斯卡峽谷，直到拉達克的尼木附近才注入印度河。

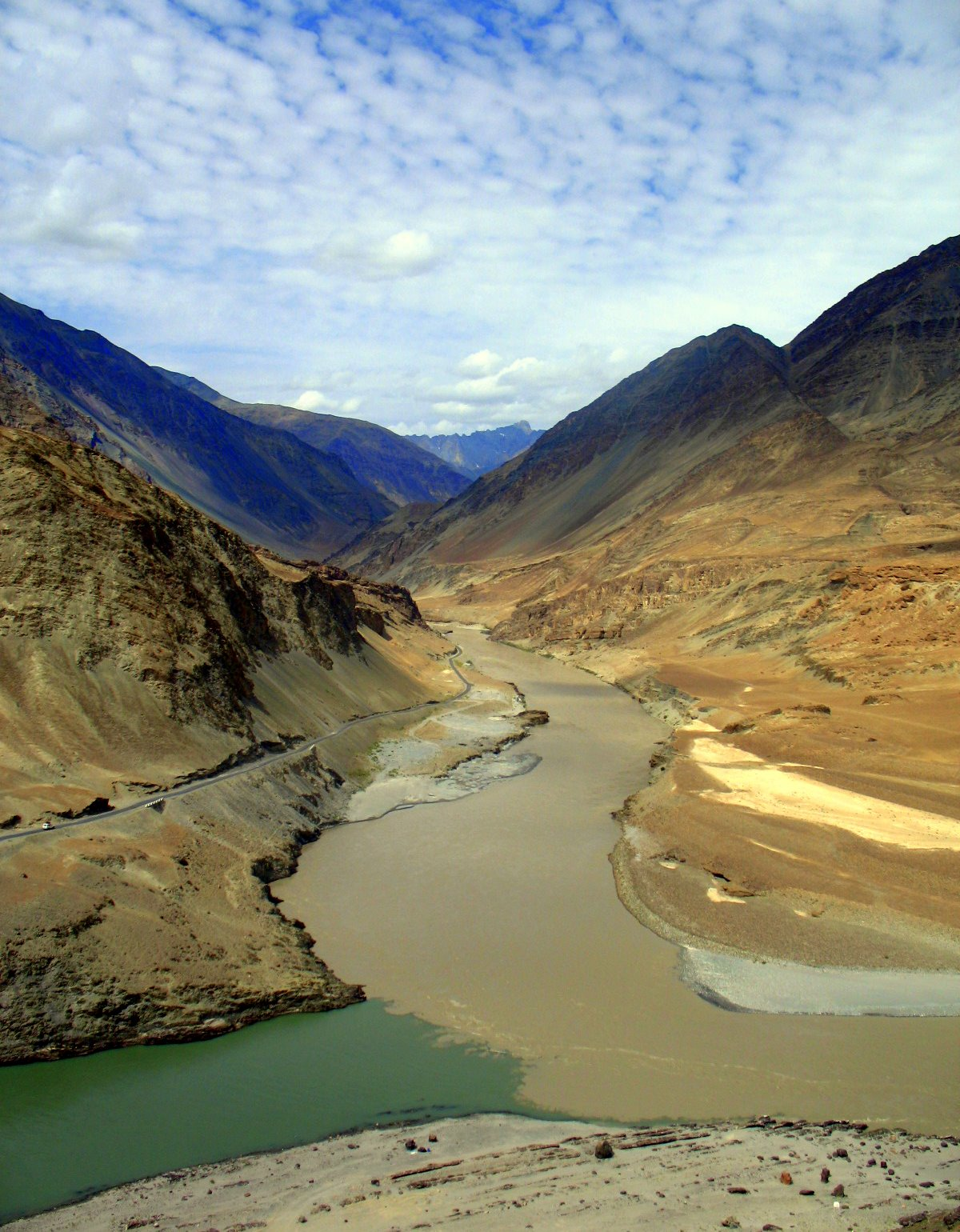
贊斯卡河（由上向下流）與印度河（由左下角向右流）滙集於拉達克的尼木村東南3公里處

## 书目
- Cunningham, Alexander, , London: Wm. H. Allen and Co, 1854 –archive.org
- Drew, Frederic, , E. Stanford, 1875 –archive.org
- Strachey, Henry, , London: William Clows and Sons, 1854 –archive.org